# Ernst-Wilhelm Hoffmann
Ernst-Wilhelm Hoffmann (27 de setembro de 1904 - 27 de agosto de 1994) foi um oficial alemão que serviu no Deutsches Heer durante a Segunda Guerra Mundial. Foi condecorado com a Cruz de Cavaleiro da Cruz de Ferro com Folhas de Carvalho.

## Condecorações
| Nome                                                             | Data                   |
| ---------------------------------------------------------------- | ---------------------- |
| Cruz de Ferro (1939) 2ª Classe                                   | 26 de setembro de 1939 |
| Cruz de Ferro (1939) 1ª Classe                                   | 16 de maio de 1940     |
| Medalha da Frente Oriental                                       |                        |
| Cruz Germânica em Ouro                                           | 8 de fevereiro de 1942 |
| Cruz de Cavaleiro da Cruz de Ferro                               | 4 de setembro de 1940  |
| Cruz de Cavaleiro da Cruz de Ferro com Folhas de Carvalho nº 494 | 9 de junho de 1944     |